# Palazzo Russo

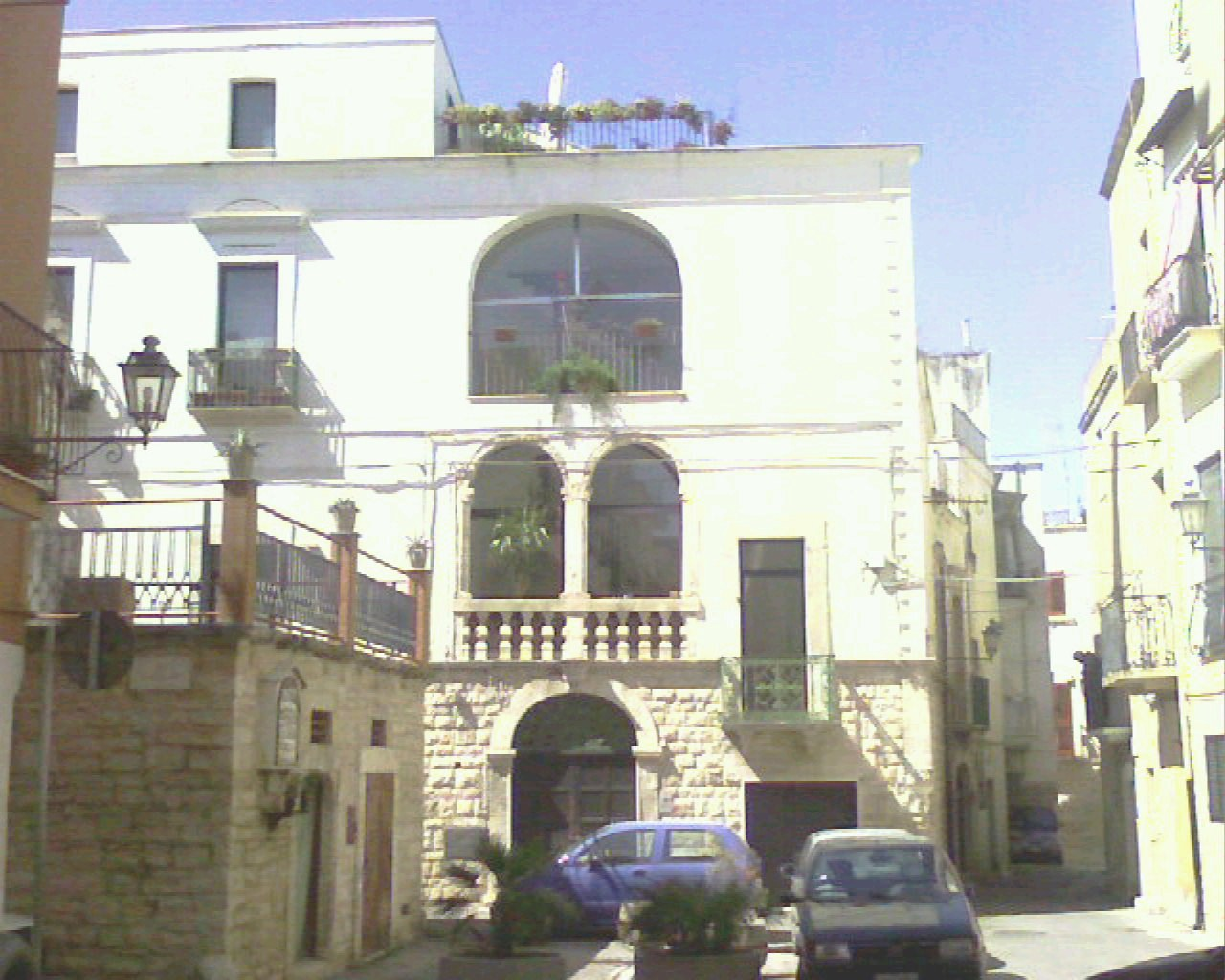
Facciata di Palazzo Russo

Palazzo Russo è un palazzo Settecentesco di Modugno (BA) che si trova in vico I G. B. Saliani
È caratterizzato da una commistione di stili frutto di vari rimaneggiamenti e restauri. 
Il piano a livello stradale è ricoperto da un bugnato in pietra calcarea, il portale ligneo è sormontato da una lunetta in ferro battuto che riporta lo stemma della famiglia Russo. Al disopra del portale c'è una balaustra e un'ampia bifora con archi a tutto sesto. Al margine destro della facciata è presente una cornice dentellata. Nello stesso angolo destro, si può vedere una colonna della giustizia della quale rimane il capitello e l'iscrizione "1737"; la colonna della giustizia dimostra la potenza e l'influenza politica della famiglia.
Il palazzo, durante la Seconda guerra mondiale venne occupato dalle truppe inglesi.
La famiglia Russo è originaria di Bari e fra i cittadini modugnesi illustri, provenienti da questa famiglia, si ricorda Giambattista Russo, sindaco di Modugno nel 1853 che fece costruire il cisternone in Piazza Garibaldi. La famiglia Russo possedeva anche un altro palazzo, ad angolo tre Corso Vittorio Emanuele e Piazza Plebiscito, abbattuto negli anni '60.